# Ячмінь

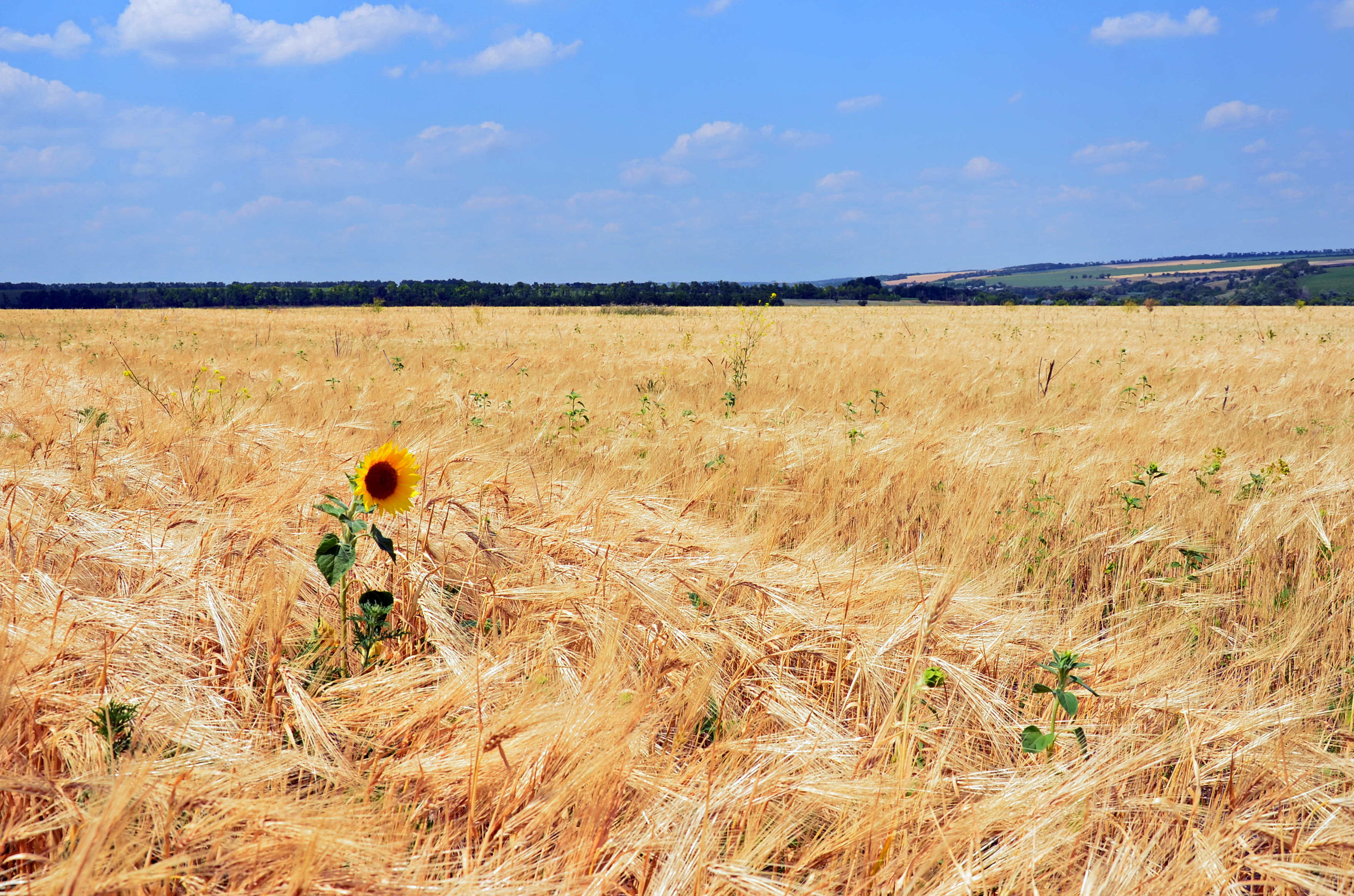
Ячмі́нь в липні

Ячмі́нь (Hordeum) — рід рослин родини злакових. 

## Ботанічна характеристика
Це одно- та багаторічні трав'янисті рослини з солом'яним стеблом 50 — 110(150) см завдовжки. Кореневища відсутні або (рідко) короткі. Листові пластини лінійні або (рідко) ниткоподібні. Суцвіття складається з китиць. Плід — зернівка (плівчаста або гола).
Широко поширене вирощування ячміню звичайного (Hordeum vulgare), інші види вирощуються рідко або ростуть в дикому вигляді.

## Види
Рід ячменю (Hordeum L.) об'єднує близько 30 видів (за різними даними 18 — 50) серед яких лише один культурний вид — ячмінь посівний (Hordeum sativum Jessen.) (2n-14), усі інші — багаторічні та однорічні форми дикорослого ячменю з набором хромосом 2n-14, 28, 48. Поширені в Європі, Азії, Америці, Північній і Південній Африці. В Україні зростають 3 місцеві види: ячмінь цибулястий (Hordeum bulbosum), Hordeum marinum, ячмінь мишачий (Hordeum murinum), а також інтродуковані: ячмінь дворядний (Hordeum distichon) і ячмінь звичайний (Hordeum vulgare). Існують та вирощуються озимі та ярі форми ячменю.
1. Hordeum aegiceras Nees ex Royle
2. Hordeum arizonicum Covas
3. Hordeum bogdanii Wilensky
4. Hordeum brachyantherum Nevski
5. Hordeum brachyatherum Phil.
6. Hordeum brevisubulatum (Trin.) Link
7. Hordeum bulbosum L.
8. Hordeum californicum Covas & Stebbins
9. Hordeum capense Thunb.
10. Hordeum chilense Roem. & Schult.
11. Hordeum comosum J.Presl
12. Hordeum cordobense Bothmer, N.Jacobsen & Nicora
13. Hordeum depressum (Scribn. & J.G.Sm.) Rydb.
14. Hordeum distichon L.
15. Hordeum erectifolium Bothmer, N.Jacobsen & R.B.Jørg.
16. Hordeum euclaston Steud.
17. Hordeum flexuosum Nees ex Steud.
18. Hordeum fuegianum Bothmer, N.Jacobsen & R.B.Jørg.
19. Hordeum guatemalense Bothmer, N.Jacobsen & R.B.Jørg.
20. Hordeum halophilum Griseb.
21. Hordeum jubatum L.
22. Hordeum lechleri (Steud.) Schenck
23. Hordeum marinum Huds.
24. Hordeum murinum L.
25. Hordeum muticum J.Presl
26. Hordeum parodii Covas
27. Hordeum patagonicum (Hauman) Covas
28. Hordeum procerum Nevski
29. Hordeum pubiflorum Hook.f.
30. Hordeum pusillum Nutt.
31. Hordeum roshevitzii Bowden
32. Hordeum secalinum Schreb.
33. Hordeum spontaneum K.Koch
34. Hordeum stenostachys Godr.
35. Hordeum tetraploidum Covas
36. Hordeum vulgare L.

## Хімічний склад
Вміст крохмалю в зернах 75 %, білків — майже 10 %[джерело?]. Ячмінь містить 8 незамінних амінокислот.

## Історія

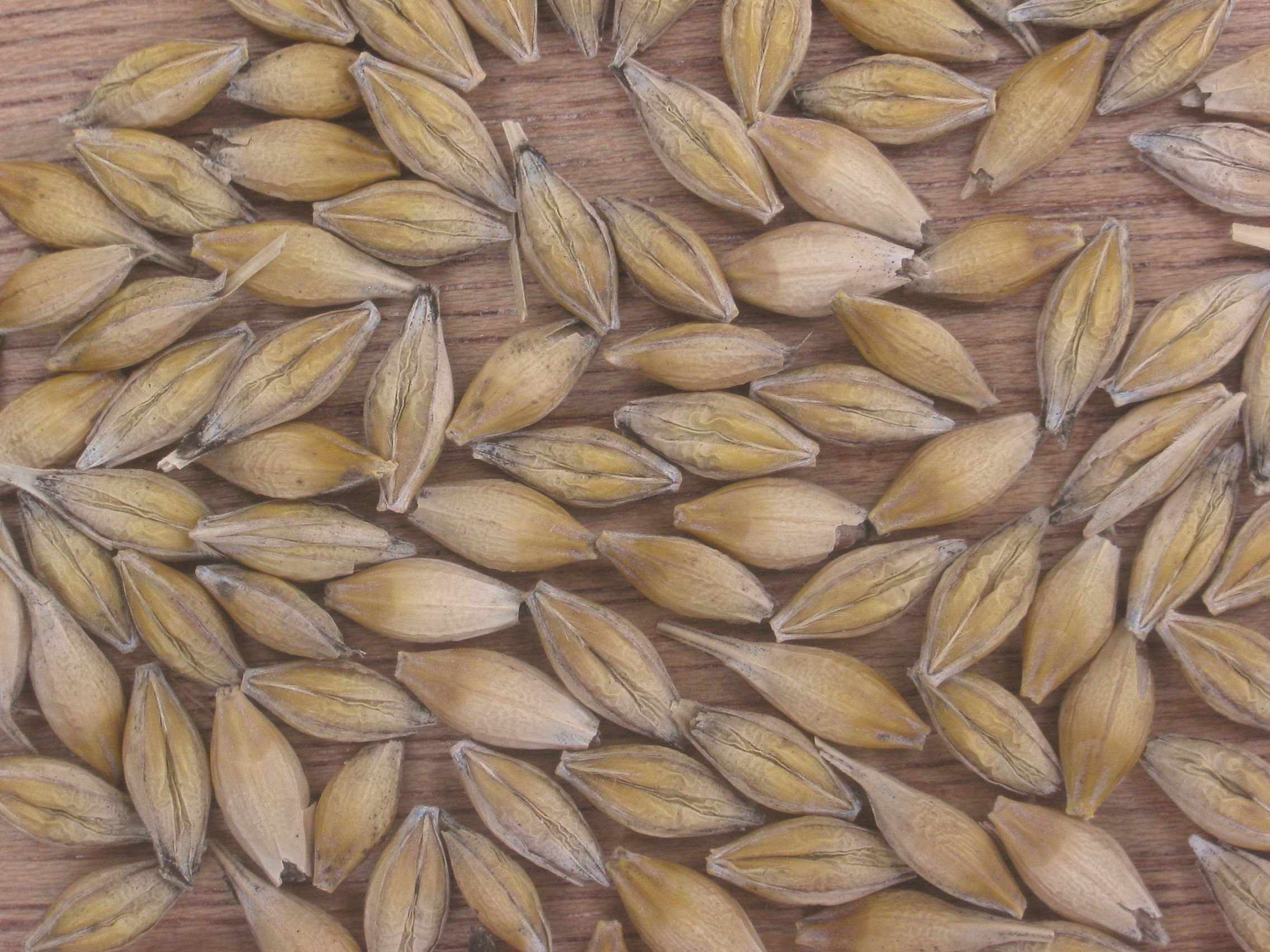
Ячмінне зерно

Ячмінь належить до найдавніших культурних рослин. Як і пшеницю, окультурений в епоху неолітичної революції на Близькому Сході не менше 10 000 років тому.. Дикий ячмінь (Hordeum vulgare) виростає на широкому просторі від острова Крит і Північної Африки на заході до Тибетських гір на сході. У Палестині його вживали в їжу не пізніше, ніж 17 000 років тому. Найдавніші зразки культурного ячменю знайдені в Сирії і відносяться до однієї з найдавніших неолітичних культур докерамічного періоду. Він знайдений також у найдревніших єгипетських гробницях і в залишках озерних пальових будівель (тобто, у кам'яному та бронзовому періодах)
У Європу ячмінь поширився з Малої Азії у IV—III тисячоліттях до н. е. У той період, а можливо й раніше, ячмінь почали вирощувати на території сучасної України. У країнах Америки ячмінь порівняно нова культура, яку завезли переселенці з Європи в XVI—XVIII століттях.
Озимий ячмінь молодша культура, ніж ярий орієнтовно на 2 000 років. Нині в багатьох країнах відмічають перехід до вирощування озимого ячменю. Практично повністю на осінню сівбу перейшли Румунія та Болгарія, більше половини площ у Німеччині та Франції, багато озимого ячменю сіють в Угорщині та Польщі. Взагалі, у світовому рослинництві на озимий ячмінь припадає близько 10 %.

## Виробництво

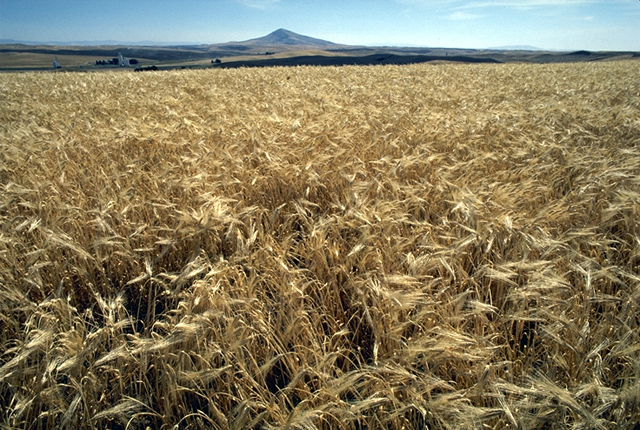
Ячмінне поле

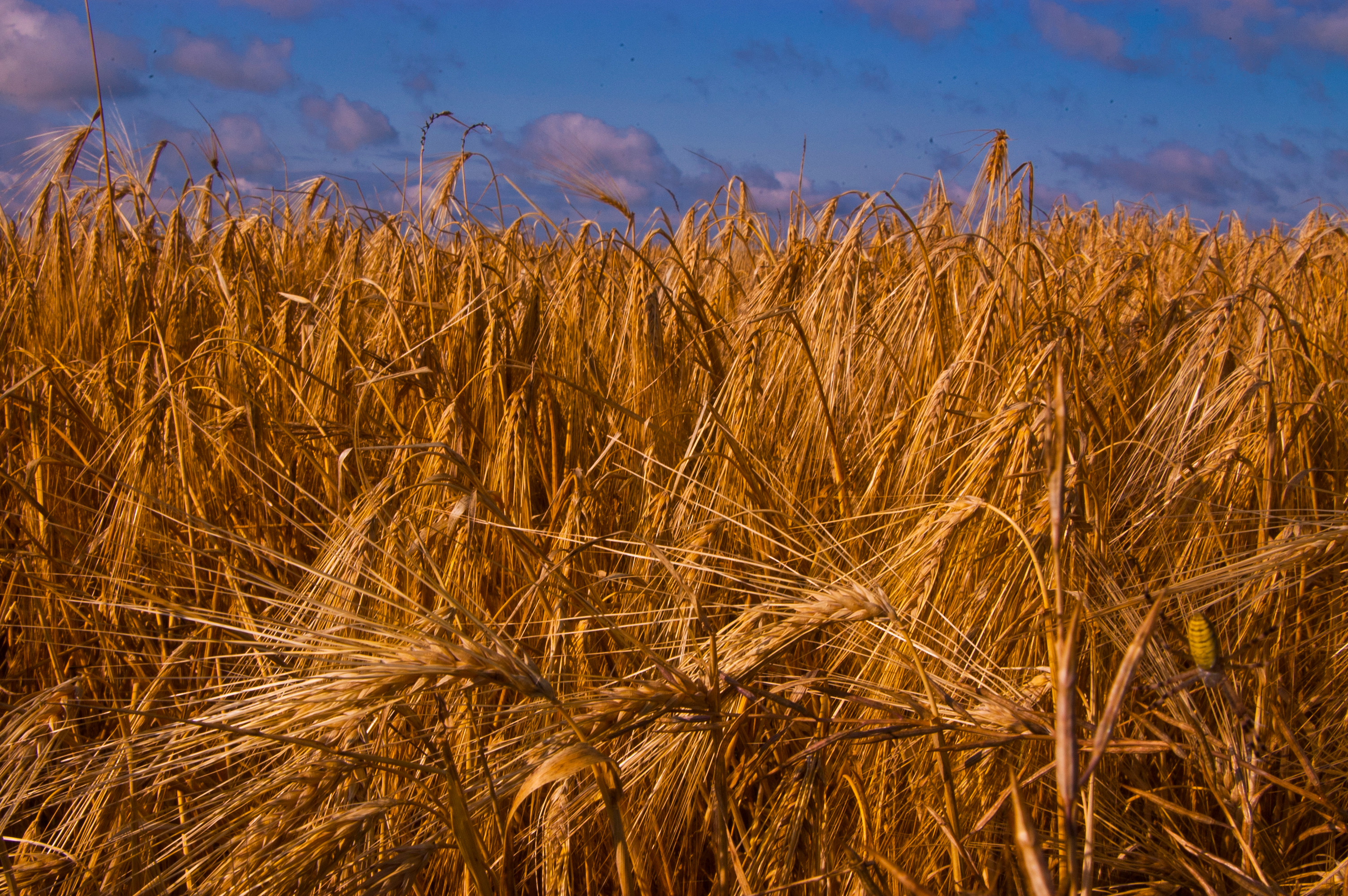
Ячмінне поле

| Ранг | Країна          | Кількість (в тонах) | Ранг | Країна         | Кількість (в тонах) |
| ---- | --------------- | ------------------- | ---- | -------------- | ------------------- |
| 1    | Росія           | 17.880.760          | 13   | Данія          | 3.421.000           |
| 2    | Франція         | 12.879.600          | 14   | КНР            | 3.400.000*          |
| 3    | Німеччина       | 12.288.100          | 15   | Казахстан      | 2.519.000           |
| 4    | Україна         | 11.833.100          | 16   | Алжир          | 2.203.359           |
| 5    | Канада          | 9.517.200           | 17   | Фінляндія      | 2.171.000           |
| 6    | Австралія       | 8.098.000           | 18   | Білорусь       | 2.123.424           |
| 7    | Іспанія         | 7.399.700           | 19   | Чехія          | 2.003.032           |
| 8    | Туреччина       | 7.300.000           | 20   | Індія          | 1.690.000           |
| 9    | Велика Британія | 6.969.000           | …    |                |                     |
| 10   | США             | 4.949.370           | 31   | Австрія        | 835.107             |
| 11   | Польща          | 3.983.900           | 53   | Швейцарія      | 198.091             |
| 12   | Іран            | 3.446.227           |      | Всього у світі | 152.125.329         |

(* Оцінка FAO)

## Застосування
Ячмінь використовують як корм для тварин, для виготовлення круп, борошна, а також як сировину для пивоварної промисловості.

### Харчування

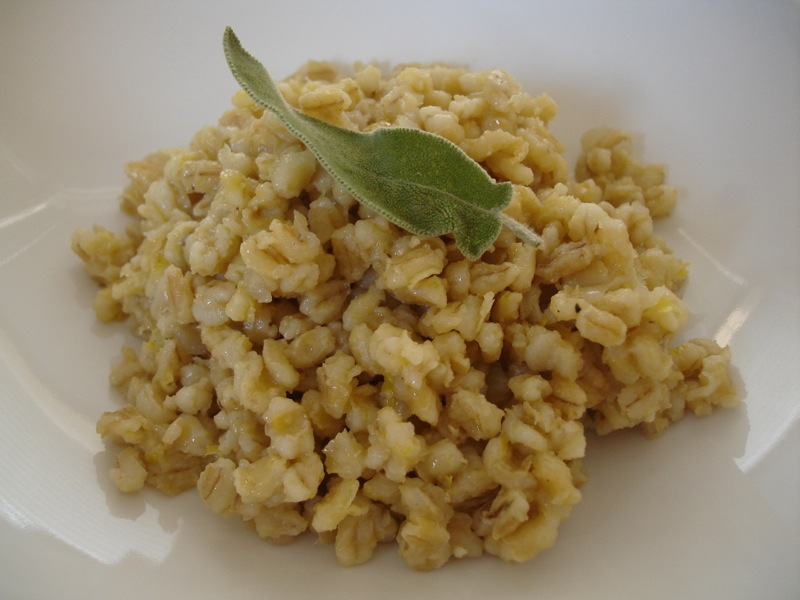
Перлова каша з лимонним листячком

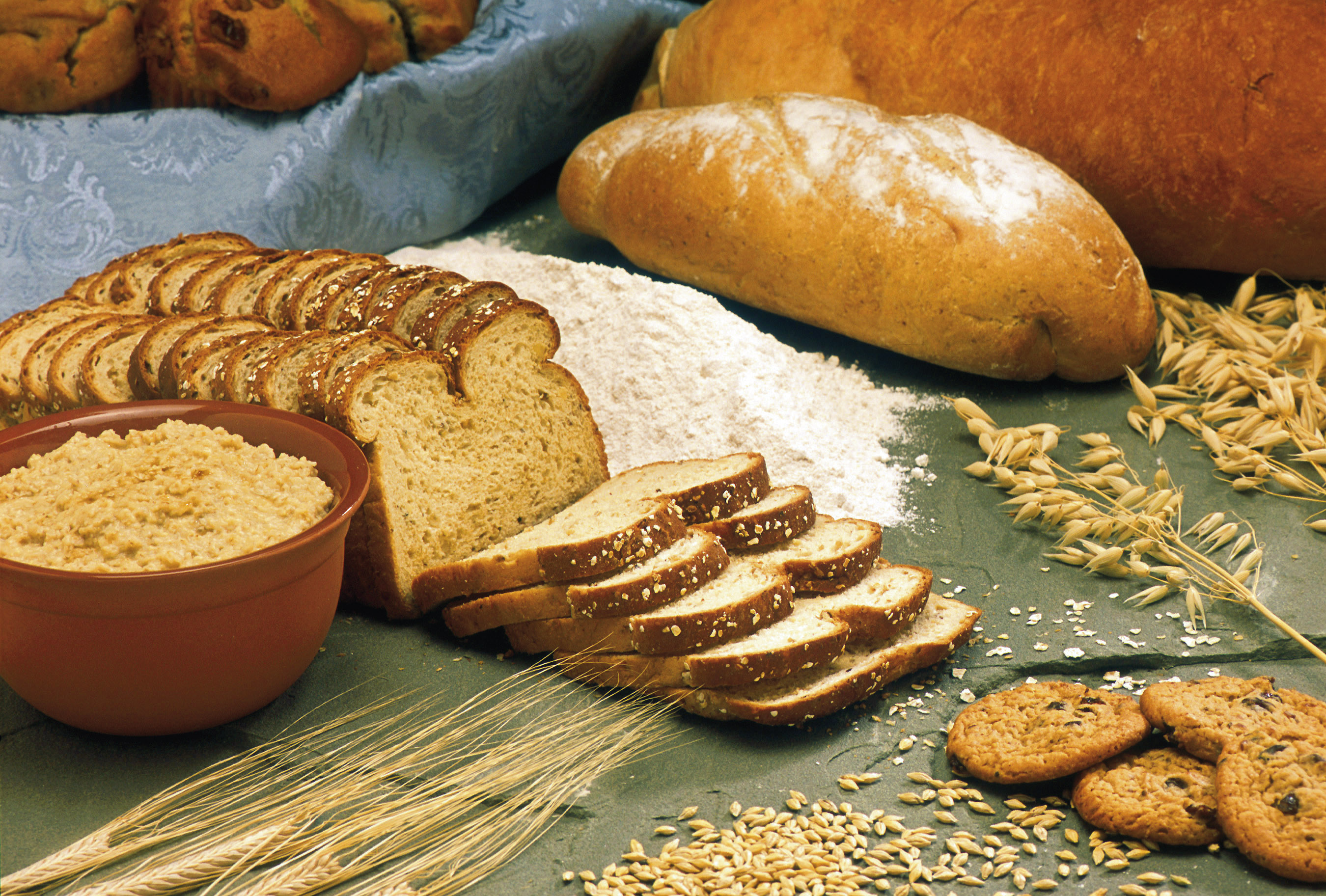
Вироби з ячменю та вівса

З ячменю виробляють перлову (зерно очищене від висівок) й ячневу (подрібнене зерно без висівок) крупи, з яких варять відповідні перлову й ячну каші.
Згідно з нещодавніми дослідженнями, вживання цілих зерен ячменю може регулювати рівень цукру в крові (наприклад, обмежити підвищення вмісту глюкози в крові у відповідь на вживання їжі) протягом 10 годин після споживання. Ефект пояснюють специфікою ферментації нестравних вуглеводів.
Ячмінне борошно, у тому числі борошно грубого помелу, легше, ніж пшеничне, але має темніший колір і використовується в Шотландії для приготування каші подібної до вівсяної. Каша з ячмінного борошна відома в арабському світі як «савік» (араб. السويق). В Україні колись була популярною логаза — каша з цілих зерен ячменю без плівки (її також могли варити і з полби).

### Алкогольні напої

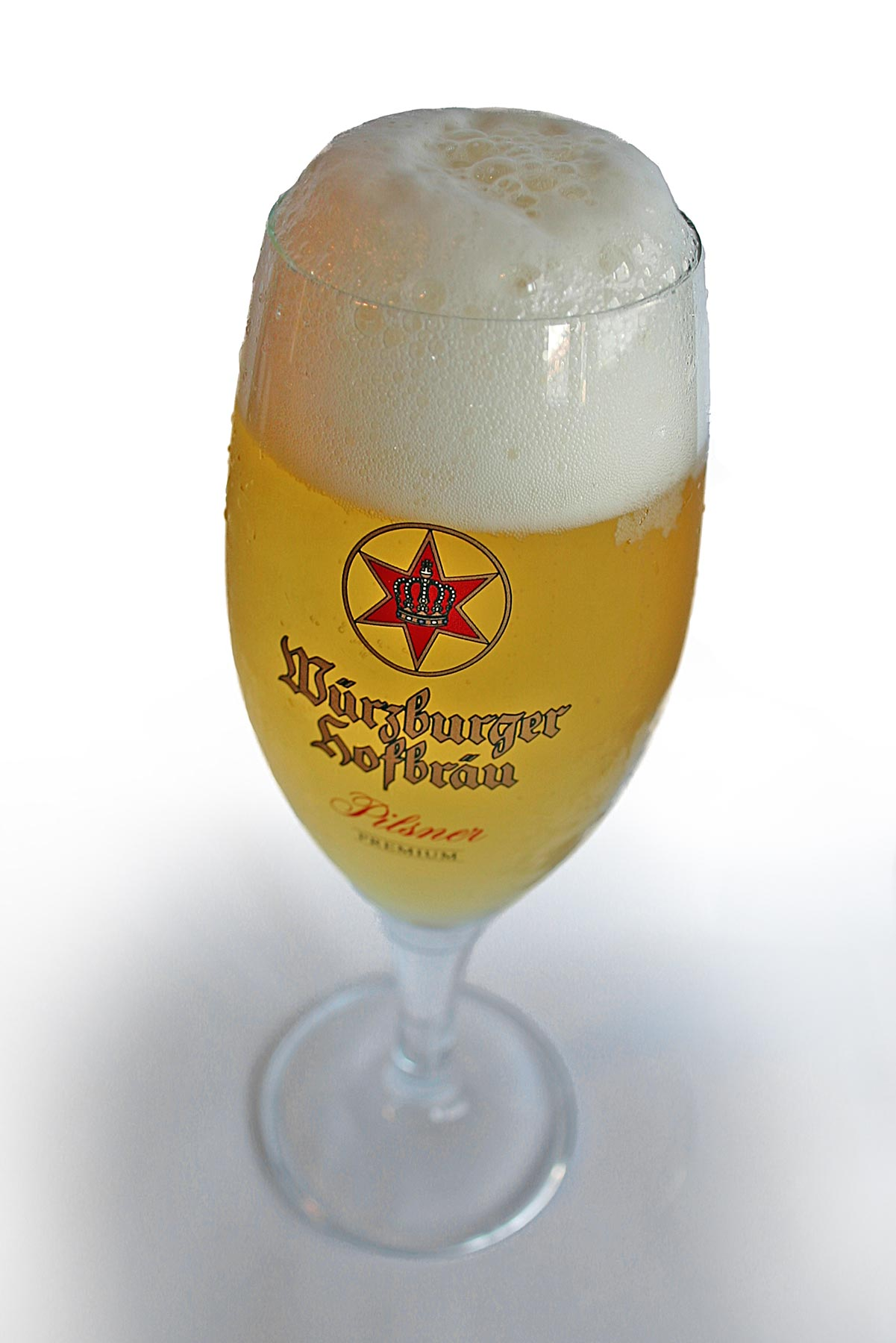
Пиво

Більша частина решти виробництва використовується у пивоварінні, для якого ячмінь є найкращим зерном. Це ключовий компонент у виробництві пива і віскі. Дворядний ячмінь традиційно використовується в німецькому та англійському пиві. У США для виробництва пива традиційно використовувався шестирядний ячмінь, але в даний час широко вживаються обидва сорти. В Ірландії та Шотландії основним компонентом віскі є ячмінь (дистиляція із зеленого пива), у той час як інші країни використовують більш різноманітні джерела алкоголю, наприклад, кукурудзу, жито і пшеницю. У США тип зерна може бути ідентифікований за етикеткою віскі, якщо цей тип зерна становить не менше 51 % компонентів.
У 18 столітті поширеним алкогольним напоєм було ячмінне вино. Воно виготовлялося кип'ятінням ячменю у воді, потім змішуванням відвару з білим вином та іншими інгредієнтами, такими як огіркова трава, лимон і цукор. У 19 столітті різні вина з ячменю виготовлялися за рецептами давньогрецького походження.

### Безалкогольні напої
Безалкогольні напої, такі як ячмінна вода і ячмінний чай (mugicha) виготовляють кип'ятінням ячменю у воді. З ячменю також часто виготовляють сурогати кави (ячмінна кава). Цей напій можна виготовити з використанням кавоварки чи звичайним запарюванням. В Італії широко використовували під час фашистського періоду через блокаду і проблеми з імпортом кави. Пізніше його продавали як сурогат кави для дітей. Нині ячмінна кава переживає відродження як альтернатива кави для людей, котрим, за станом здоров'я, кофеїн вживати не рекомендується.

### Корм
Ячмінь є важливим кормовим зерном у багатьох районах світу, які не підходять для виробництва кукурудзи за кліматом, особливо в північних країнах, наприклад, у північній та східній Європі. Ячмінь є основним кормовим зерном у Канаді, Європі та на півночі США.
Половина урожаю ячменю у Сполучених Штатах використовується як корм для телят.

## Цікаві факти
- Так званий «ячмінний цукор» (лат. Saccharum Hordei) готують зовсім не з ячменю, а зі звичайного цукру шляхом його карамелізації. Назва пояснюється тим, що для його приготування колись могли використовувати ячмінний відвар[16][17].
- У Стародавньому Римі гладіаторів звали «ячмінниками» (hordearii), оскільки вони обов'язково споживали в їжу ячмінь: вважалося що він сприяє зростанню м'язової маси.
- Одним із ранніх визначень дюйма було наведене у статуті Едуарда II: «три зерна ячменю, сухих і круглих, розміщених у довжину кінцем до кінця».